# 은하철도 999의 에피소드 목록
다음은 은하철도 999의 에피소드 목록이다.

## 에피소드 목록
1. 꿈을 향해 출발
2. 화성에 부는 적풍
3. 타이탄에 잠자는 영웅
4. 우주강도 안탈리우스
5. 망자의 한
6. 혜성의 실체
7. 우주의 미궁 블랙홀1
8. 우주의 미궁 블랙홀2
9. 트레이더 우주 정거장1
10. 트레이더 우주 정거장2
11. 수수께끼의 별누루바
12. 외로운 수호자1
13. 외로운 수호자2
14. 쌍둥이별의 라라
15. 베토벤의 꿈
16. 반딧불의 도시
17. 철갑의 별
18. 고독한 은둔자
19. 회개의 별
20. 전문가들의 세상
21. 죽은 나무의 무덤
22. 해적선 퀸 에메랄더스
23. 여왕이 된 메텔
24. 우주의 방랑자
25. 도시의 수호천사
26. 슬픈 사랑의 노래
27. 눈의 나라 모정
28. 아지랑이 별의 사나이
29. 술고래의 나라
30. 우주의 영혼들
31. 증오의 별
32. 두더지 별
33. 나사못 산
34. 황금도시의 마녀1
35. 황금도시의 마녀2
36. 대추장 사이플러스